# Corinne Quiggle
Corinne Quiggle (* 11. Mai 1997 in Fairfax, Virginia) ist eine US-amerikanische Beachvolleyballspielerin.

## Karriere
Quiggle spielte zunächst Hallenvolleyball als Schülerin der Ponte Vedra High School und später im Team der Pepperdine University. Seit 2015 spielt sie Beachvolleyball, bis 2018 mit verschiedenen Partnerinnen auf der AVP Tour. An der Seite von Amanda Dowdy startete Quiggle 2019 zusätzlich auf der FIVB World Tour. 2020 und 2021 war Alexandra Wheeler ihre Partnerin, mit der sie 2021 das FIVB 1-Stern Turnier in Sofia gewann. Mit Sarah Murphy war sie auf der World Beach Pro Tour 2022 aktiv und stand dabei im Endspiel des Challenge-Turniers in Espinho. 2023 siegten Quiggle/Murphy bei den AVP-Open in Hermosa Beach und in Laguna Beach. Bei den Panamerikanischen Spielen in Santiago de Chile gewannen sie die Bronzemedaille.
Seit 2025 spielt die aus Virginia stammende Athletin mit Chloe Loreen zusammen. Nachdem die US-Amerikanerinnen beim Challenge in Yucatán in der Gruppenphase sieglos ausgeschieden waren, konnten sie beim Elite16 in Quintana Roo sowohl die Qualifikation überstehen als auch den dritten Rang im Pool erreichen und anschließend Monika Paulikienė / Ainė Raupelytė sowie Dorina und Ronja Klinger bezwingen, ehe sie im Viertelfinale an ihren Landsfrauen Taryn Brasher / Kristen Nuss scheiterten.